# Zagorica pri Čatežu
Zagorica pri Čatežu je naselje v občini Trebnje.
Zagorica pri Čatežu je gručasto naselje južno od Trebnjega v bregu nad izvirom Kodeljevca. K vasi pripada tudi zaselek Pazna. Njive se razprostirajo v Župnem dolu, v Devcih in na zahodni strani vasi, proti izviru Kodeljevca travniki, v Devcih in Balentovi dolini pa raste gozd, večinoma hrasti, kostanji, bukve in smreke. V Pazni so vinogradi, okoli hiš sadovnjaki, v preteklosti pa so tu živeli srednji kmetje, ki so se ukvarjali z mesno in mlečno živinorejo, nekaj tržnih viškov pa tudi prodajali. V bližini vasi je bilo odkrito tudi halštatsko gomilno grobišče in rimski grobovi.